# 雪形
雪形（ゆきがた）とは、日本各地において、山腹に岩肌と積雪が織り成す模様を人が何かの形に見立てて名づけたものの総称。山の名前がその形にちなむ場合もしばしばで、また農事暦として農作業開始の目安に用いられることも多かった。かつてはそれぞれ固有の呼び名で呼び習わされているのみでそれらを総称する語は無かったが、昭和期に「雪形」という語が広まった。ただ、一般へ認知の広まりとは裏腹に、気象予測の発達にともない農事暦としての役割は薄れていった。

## 雪形の特徴

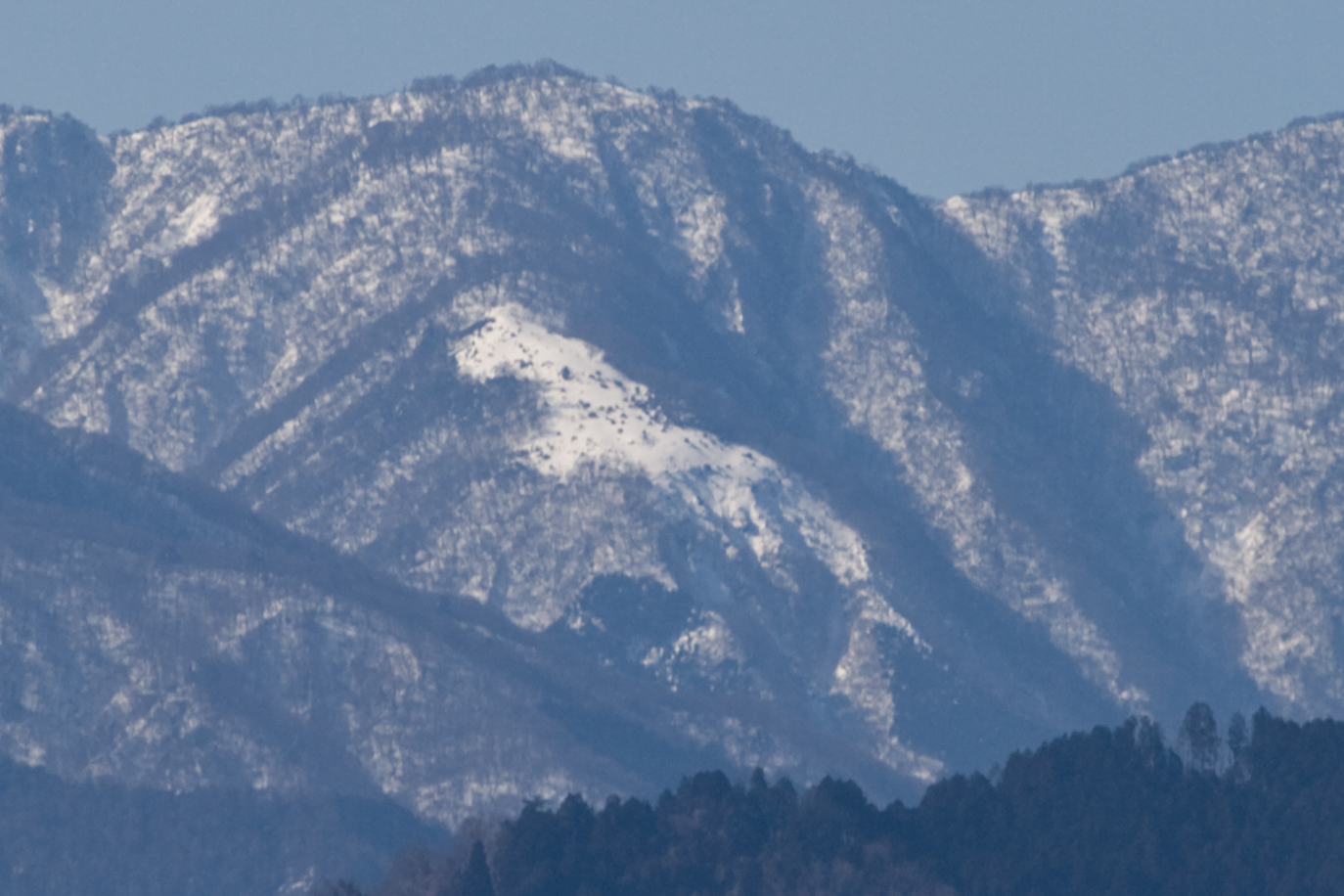
白馬の雪形（神奈川県・丹沢山地）

### 雪形の見られる地域
雪形は、積雪の様子がよく見える山が里近くにある地域に多く伝わる。日本国内で調査・記録されているものは新潟県に最も多く、『図説 雪形』によると170個を超える。ついで長野県に多く、60個近い。調査で判明しているのは岐阜以東の都県にあるものがほとんどであるが、南の兵庫県氷ノ山や愛媛県石鎚山にも伝わることが確認されている。

### 雪形の名前
各地の雪形は、それぞれ固有の名前で呼ばれてきた。例えば、常念岳の「常念坊」、各地の駒ヶ岳のウマの形や「蝶ヶ岳」の羽根をひろげたチョウの雪形など、山の名前の元になっているものも少なくない。
しかし、一つの山に一つの雪形と限られるわけではない。富士山や岩木山のようにいくつもの雪形がほとんど同時に見られる山もある。同じ山でも見る角度や地域、時期によって異なる雪形が見立てられていることもある。

### 農事暦としての雪形
雪形の多くは、農事暦、自然暦として、田畑の仕事や漁を行う時期の目安に用いられてきた。
季節が移るに従い、雪形は姿をどんどん変えていく。この形になれば田植を行い、この形になれば豆を蒔き、など、農民は農作業の目安にした。吾妻小富士の雪うさぎは地元では「種まきうさぎ」とも呼ばれているのがその例である。
残雪量は積雪量や気温に左右され、その後の用水の多寡にも反映されるため、天候や災害の予測、豊凶占いにも用いられた。積雪量が少なく雪形が早く消えた年は水不足が懸念され、またいつまでも消え残る年は冷害が予見される。
北海道石狩市愛冠岬の「馬雪」はかつてニシン漁を終わりを告げる暦として漁業者に利用されたことが伝えられている。
古来の雪形は「農業形態の進歩」と「気象観測の発達整備」に農事暦としての役割を失いつつあるが、代わって「古文化財」として「新しい時代の観光資源の一つ」として人々の関心を集めている。

### 新しい雪形

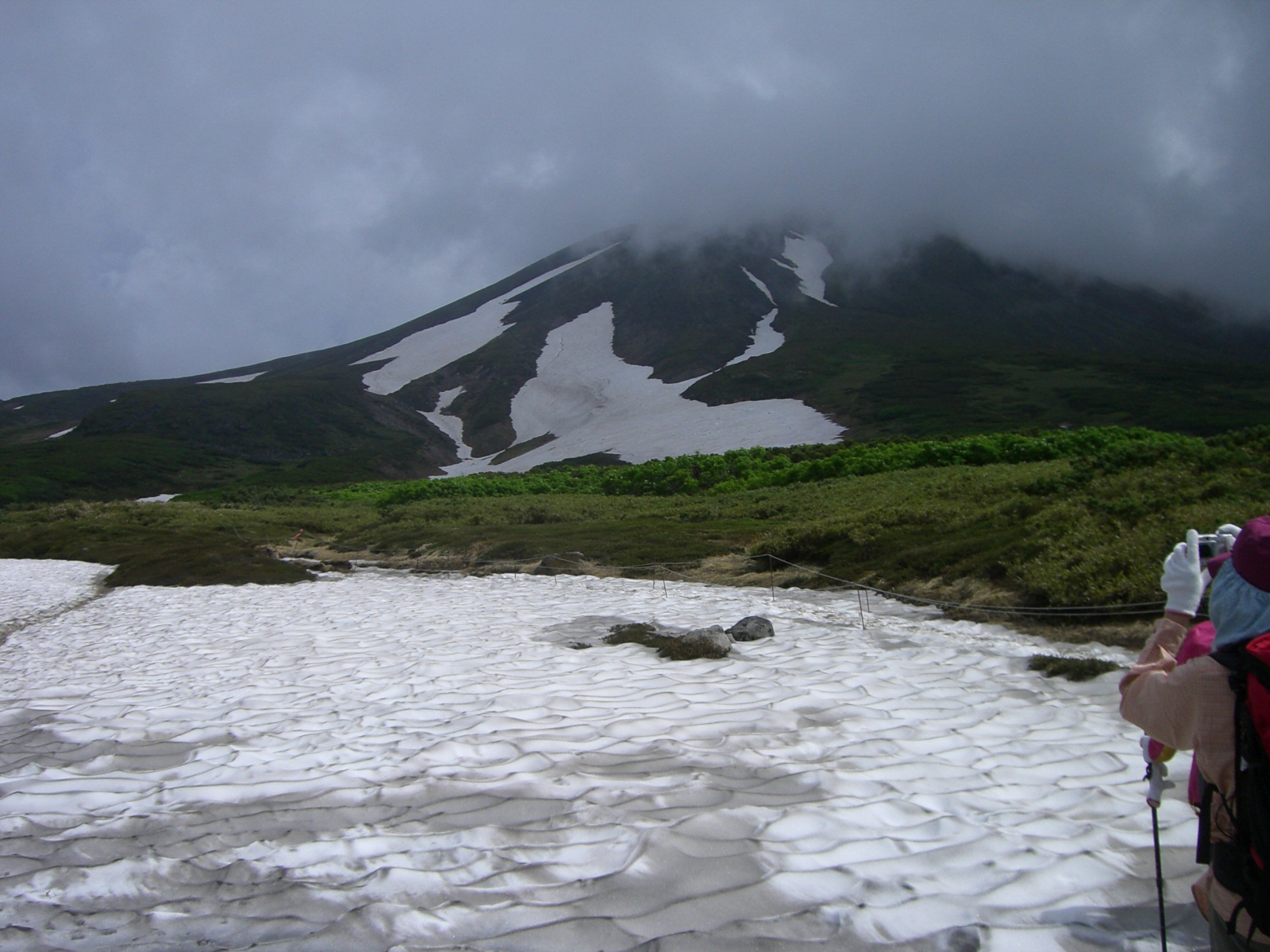
白鳥の雪渓（大雪山）

昭和以降、雪形全般に関心を持つ人が増えるにつれて、新しく見立てられた残雪の形が雪形の研究者のもとにたくさん報告されている。
人里はなれた登山道などから眺めた山肌にくっきりとした残雪模様が見つかると、それらにも名前がつけられることがあるが、田淵行男は著書『山の文様 雪形』で、近年に新たに見立てられた残雪像を「雪形のニューフェース」と呼んで、古来からの伝承にもとづく雪形と区別した。

## 雪形の種類
雪形には「ポジ型」と「ネガ型」とがある。
「ポジ型」とは、山肌の窪地になっている部分に消え残っている残雪の形である。
「ネガ型」とは、白い残雪の中で、雪の解けた山肌が黒く浮き上がっている形で、あたりは岩場やせいぜいハイマツの広がる場所である。

### 雪形の例
雪形には、農民になじみのものの形が見立てられていることが多い。
見立てられた形には、「種まき」「豆まき」「粟まき」「代掻き」「田打ち」などをしている人物や馬、牛、鳥など身近な動植物、文字、農具類等がある。
例えば富士山には、豆まき小僧、農鳥、農牛、お犬雪、農男などの雪の形が見立てられてきた。曲亭馬琴の『覉旅漫録』には農男の記述がある。
「白馬岳に見られる馬型の雪模様は「代馬（しろうま）」、つまり代掻きをする馬の形に見立てたもので、これが見られると代掻き作業をすべき時期だと里人は知ったという。なお山の名は「代馬（しろうま）」に「白馬」という字があてられて、現在の「白馬岳」となったものである。
五龍岳の「武田菱」（御菱）は農事暦としての役割は伝わっていないが、明瞭な形が美しく誰にも分かりやすい。
寛政・文化年間の菅江真澄の著した津軽の遊覧記には八甲田山と岩木山の残雪図が残されていた。この中に八甲田山については「種蒔爺」「蟹鋏」「牛首」について図とその農事暦についての記述がある。

## 「雪形」という言葉
「雪形」というのは、比較的新しい言葉である。
日本の信越地方には、雪の文様に名前をつけて暦代わりにしてきた地域が少なくないが、それらを総称する言葉は昭和以前には特に決まってはいなかったと考えられる。
柳田國男は『山村語彙』（1932-1936年）で「ウサギユキ」「ノリモノガタ」など雪の描く形について触れている。
1938年に岩科小一郎は「残雪絵考」を山岳雑誌「山小屋」に発表。
岩科は「残雪絵」という呼び方は「歯切れが悪い」と考え、代わりに「雪形」という言葉を考案し、『登山講座』第五巻『山岳語彙』にて発表。1968年刊の『山の民俗』では「雪形考」として60山100種の雪形を紹介している。
山を描く日本画家の中村清太郎が1954年1月14日の朝日新聞紙上で、干支の午年にちなんで「白馬岳の代馬」を取り上げたことから、一般にも「雪形」という言葉が広まっていった。中村は著書『ある偃松の独白』では白馬岳の代馬、蓮華乗鞍の種蒔き爺さん、鑓ヶ岳の鶴首と双鶏、大日岳（白馬）の種蒔き爺さんを紹介している。
田淵行男は1966年3月、東京中日新聞に「残雪の芸術」として雪形の紹介を連載。加藤淘綾や向山雅重とともに「信濃雪形株式会社」というグループを結成、雪形調査を進める。1981年には雪形に関する知識と写真の集大成ともいうべき『山の紋章 雪形』を学習研究社から出版している。
新潟県民俗学会でも1982年に雪形調査のグループができ、1997年にその成果をまとめたものが『図説 雪形』として斉藤義信の手で出版された。

## 主な雪形
| 山名       | 名称                                 | 特長                         | ポジ／ネガ |
| ---------- | ------------------------------------ | ---------------------------- | ---------- |
| 白馬岳     | 代馬                                 | 代掻き馬の岩肌               | ネガ       |
| 五竜岳     | 武田菱                               | 御菱                         | ネガ       |
| 鹿島槍ヶ岳 | 鶴と獅子                             | 鶴と獅子が並ぶ               | ネガ       |
| 爺ヶ岳     | 種まき爺さん                         | 岩肌                         | ネガ       |
| 常念岳     | 常念坊                               | 黒色のとっくりを持った坊さん | ネガ       |
| 蝶ヶ岳     | チョウ                               | 羽根を広げたチョウ           | ポジ       |
| 浅間山     | 鯉                                   | 鯉の滝のぼり                 | ポジ。     |
| 木曽駒ヶ岳 | 「駒」と「島田娘」                   | 馬                           | ポジとネガ |
| 吾妻小富士 | 「雪うさぎ」あるいは「種まきうさぎ」 | うさぎ                       | ポジ       |

|                                                 |                                                           |                                                 |
| 白馬岳の山名の由来である 白馬岳の代掻き馬の岩肌 | 五竜岳山頂部東面の武田菱 武田氏の家紋の「四つ割菱」の岩肌 | 常念岳の常念坊 黒い姿のとっくりを手にした坊さん |